# Reședință de comitat din Statele Unite ale Americii

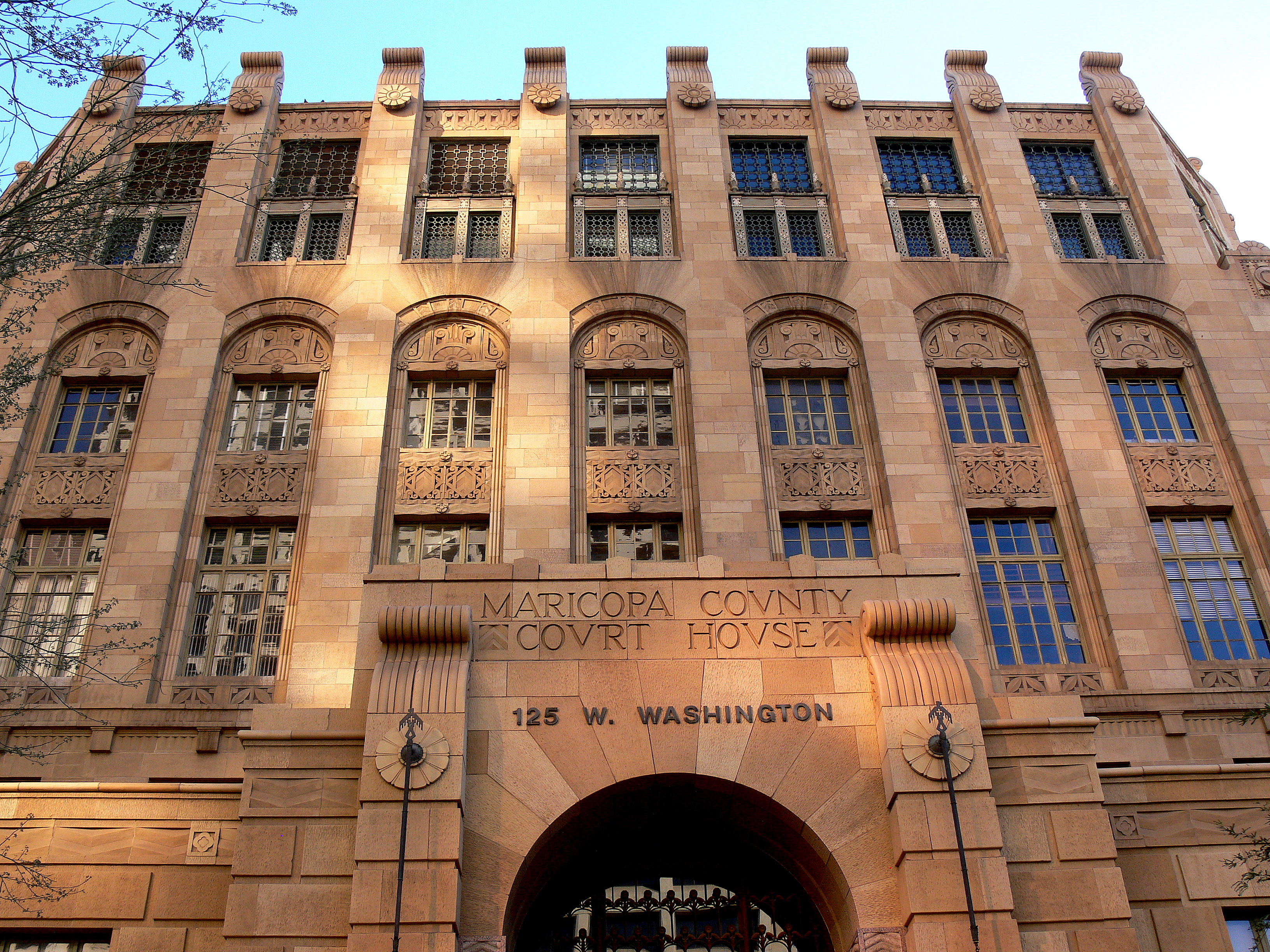
Maricopa County Court House - Clădirea Curţii de justiţie a comitatului Maricopa, un frumos exemplu de clădire realizată în stilul arhitectural Art Deco.

Reședința unui comitat al unui stat al Statelor Unite ale Americii este o localitate în care se găsesc entitățile administrative ale organizației locale care coordonează comitatul.
Tradițional, în Statele Unite ale Americii, conform modelului organizării unui comitat din Anglia, țara care a fondat, alimentat și susținut dezvoltarea coloniilor din estul continentului nord-american, care ulterior au format Statele Unite, un comitat prelua o parte (proporțional teritorială cu jurisdicția sa) a responsabilităților unei colonii.  Astăzi, atribuțiile administrative ale unui comitat sunt similare cu cele inițiale, dar comitatele (respectiv borough(s) în Alaska și parish(es) în Louisiana) sunt forme subdivizionare ale unui stat al Statelor Unite.
Printre astfel de responsabilități, cea juridică era una de prim ordin, datorită interesului "patriei-mumă" de a aplica legea locală sau cea engleză în interesul primordial al coroanei.  Pe de altă parte, liderii politici ai coloniilor erau foarte adesea numiți pe baza unor interese stringent momentane sau de scurtă durată, ceea ce făcea ca prezența și influența acestora în viața coloniilor să aibă, de obicei, un impact efemer.  De aceea, deloc surprinzător, cea mai durabilă instituție a unui comitat al unui stat din Statele Uniunii a fost și este Curtea sa de justiție, respectiv instituția care are contribuția decisivă la ajutarea justiției, instituția sheriff-ului.

## Comitate ale Statelor Unite care au mai mult de un sediu
Există 34 de comitate din 11 state care au două sedii de comitate
| - Saint Clair, statul Alabama - Arkansas, statul Arkansas - Carroll, Arkansas - Clay, Arkansas - Craighead, Arkansas - Franklin, Arkansas - Logan, Arkansas - Mississippi, Arkansas - Prairie, Arkansas - Sebastian, Arkansas - Yell, Arkansas - Lee, statul Iowa - Kelton, statul Kentucky - Essex, statul Massachusetts - Middlesex, Massachusetts - Plymouth, Massachusetts | - Bolivar, statul Mississippi - Carroll, Mississippi - Chickasaw, Mississippi - Harrison, Mississippi - Hinds, Mississippi - Jasper, Mississippi - Jones, Mississippi - Panola, Mississippi - Tallahatchie, Mississippi - Yalobusha, Mississippi - Jackson, Mississippi - Hillsborough, statul New Hampshire - Seneca, statul New York - Guilford, statul Carolina de Nord - Bennington, statul Vermont |

## Liste de reședințe ale comitatelor Statelor Unite după stat
| - Alabama - Alaska - Arizona - Arkansas - California - Colorado - Connecticut - Delaware - Florida - Georgia | - Hawaii - Idaho - Illinois - Indiana - Iowa - Kansas - Kentucky - Louisiana - Maine - Maryland | - Massachusetts - Michigan - Minnesota - Mississippi - Missouri - Montana - Nebraska - Nevada - New Hampshire - New Jersey | - New Mexico - New York - North Carolina - North Dakota - Ohio - Oklahoma - Oregon - Pennsylvania - Rhode Island - South Carolina | - South Dakota - Tennessee - Texas - Utah - Vermont - Virginia - Washington - West Virginia - Wisconsin - Wyoming |